# Je suis photogénique
Pour plus de détails, voir Fiche technique et Distribution.
Je suis photogénique (Sono fotogenico) est un film italien de Dino Risi sorti en 1980.

## Fiche technique
- Titre original : Sono fotogenico
- Réalisateur : Dino Risi
- Scénario : Dino Risi, Marco Risi et Massimo Franciosa
- Directeur de la photographie : Tonino Delli Colli
- Montage : Alberto Gallitti
- Décors et costumes : Ezio Altieri
- Musique : Manuel de Sica
- Genre : Comédie
- Durée : 117 minutes
- Sorties : 16 mars 1980 (France), 21 mars 1980 (Italie)

## Distribution
- Renato Pozzetto : Antonio Barozzi
- Edwige Fenech : Cinzia Pancaldi
- Aldo Maccione : Pedretti, avocat
- Massimo Boldi : Sandro Rubizzi
- Michel Galabru : Del Giudice, producteur
- Julien Guiomar : Carlo Simoni
- Livia Ermolli : Laura Barozzi
- Gino Santercole : Sergio
- Paolo Baroni : Paolino
- Eolo Capritti : Nuage blanc
- Salvatore Campochiaro : Augusto
- Ugo Tognazzi : lui-même
- Vittorio Gassman : lui-même
- Mario Monicelli : lui-même
- Barbara Bouchet : elle-même
- Lory Del Santo